# Verwaltungsgliederung von Sofia
Die Verwaltungsgliederung von Sofia umfasst Rajons und untergeordnete Kwartale bzw. Wohnkomplexe der bulgarischen Hauptstadt Sofia.
Eine verbindliche amtliche deutsche Übersetzung für diese Verwaltungseinheiten gibt es nicht. In diesem Artikel wird
- Rajon (bulgarisch район) als Stadtbezirk
- Kwartal (bulgarisch квартал) als Stadtviertel
- Schilischten komplex (bulgarisch жилищен комплекс) als Wohnkomplex und
- Kmetstwo (bulgarisch кметство) als Bürgermeisterbezirk übersetzt

Die bulgarischen Worte „квартал“ und „район“ leiten sich vom französischen ab (französisch Quartier und französisch Rayon).
Die bulgarische Hauptstadt Sofia ist das Zentrum der Oblast Sofia-Stadt, die einzig aus der Hauptstadtgemeinde (bulgarisch Столична община, Gemeinde Sofia) besteht. Dagegen umfasst die Oblast Sofia nur das Umland von Sofia, nicht jedoch die eigentliche Stadt.

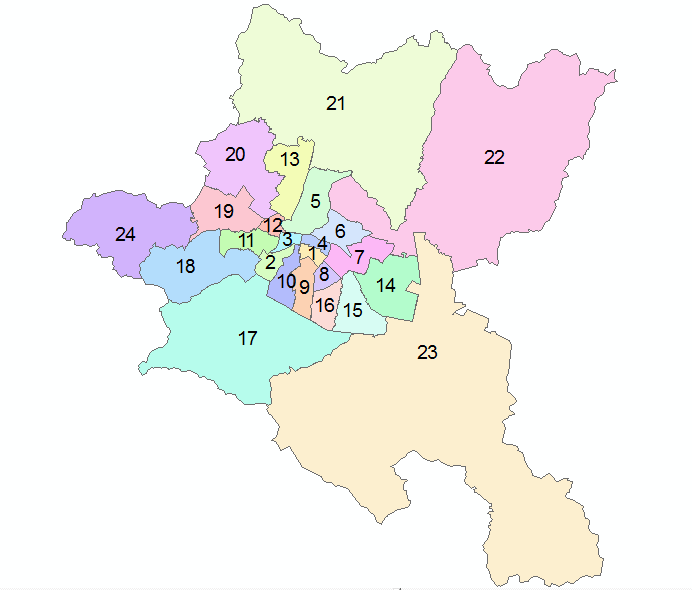
Stadtbezirke von Sofia

Die Hauptstadtgemeinde (also: die Gemeinde Sofia) ist in 24 Stadtbezirke unterteilt. Die Stadtbezirke 1 bis 16 sind innerstädtisch; bei 17 bis 24 handelt es sich um Randbezirke.:
1. Rajon Sredez (Район Средец)
2. Rajon Krasno selo (Район Красно село)
3. Rajon Wasraschdana (Район Възраждане)
4. Rajon Oborischte (Район Оборище)
5. Rajon Serdika (Район Сердика)
6. Rajon Podujana (Район Подуяне)
7. Rajon Slatina (Район Слатина)
8. Rajon Isgrew (Район Изгрев)
9. Rajon Losenez (Район Лозенец)
10. Rajon Triadiza (Район Триадица)
11. Rajon Krasna poljana (Район Красна поляна)
12. Rajon Ilinden (Район Илинден)
13. Rajon Nadeschda (Район Надежда)
14. Rajon Iskar (Район Искър)
15. Rajon Mladost (Район Младост)
16. Rajon Studentski (Район Студентски)
17. Rajon Witoscha (Район Витоша)
18. Rajon Owtscha Kupel (Район Овча купел)
19. Rajon Ljulin (Район Люлин)
20. Rajon Wrabniza (Район Връбница)
21. Rajon Nowi Iskar (Район Нови Искър)
22. Rajon Kremikowzi (Район Кремиковци)
23. Rajon Pantscharewo (Район Панчарево)
24. Rajon Bankja (Район Банкя)

Jeder dieser Stadtbezirke hat zumindest einen Bürgermeister.
Die Stadtbezirke sind in kleinere Stadtviertel (bulg. квартал/Kwartal) unterteilt, welche jedoch keine administrative Verwaltungseinheit darstellen.